# NGC 1446
NGC 1446 je zvijezda u zviježđu Eridanu. 

## Vanjske poveznice
- SEDS: NGC 1446